# The Mummy (film fra 2017)
The Mummy er en amerikansk spillefilm efter manuskript af Jon Spaihts og instrueret af Alex Kurtzman. Filmens bærende roller spilles af Tom Cruise, Annabelle Wallis, Sofia Boutella, Jake Johnson, Courtney B. Vance og Russell Crowe.
The Mummy havde premiere i Sydney i Australien den 22. maj 2017 og i USA den 9. juni 2017, hvor den blev vist i 2D, 3D and IMAX 3D. Filmen modtog overvejende negativ kritik. Den indspillede 409 millioner dollars, men grundet de store omkostninger til produktion og markedsføring fik filmen et underskud på omkring $95 million. Tom Cruise modtog en Razzie ved den 38. Razzie-Uddeling for "Værste mandlige hovedrolle.

## Medvirkende
- Tom Cruise som Nick Morton
- Sofia Boutella som Ahmanet
- Russell Crowe som Dr. Henry Jekyll
- Annabelle Wallis som Jenny Halsey
- Jake Johnson som Sergent Vail
- Chasty Ballesteros som Kira Lee
- Courtney B. Vance som Oberst Gideon Forster
- Javier Botet som Set